# Matthias Seidl
Matthias Seidl (* 24. Jänner 2001) ist ein österreichischer Fußballspieler. Er steht beim SK Rapid Wien unter Vertrag und spielt für die österreichische A-Nationalmannschaft.

## Karriere

### Verein
Seidl begann seine Karriere beim SV Kuchl. Zur Saison 2009/10 wechselte er zum FC Red Bull Salzburg. Im Jänner 2015 kehrte er nach Kuchl zurück. Zur Saison 2015/16 wechselte er in die Jugend des SV Grödig. Zur Saison 2017/18 kehrte er erneut nach Kuchl zurück, wo er fortan für die erste Mannschaft spielte. Für die Kampfmannschaft Kuchls kam er in zwei Jahren zu 54 Einsätzen in der Salzburger Liga, in denen er 34 Tore erzielte, ehe das Team am Ende der Saison 2018/19 in die Regionalliga Salzburg aufstieg. In zwei Jahren in der Drittklassigkeit absolvierte der Offensivspieler 27 Regionalligapartien und erzielte dabei 17 Tore.
Zur Saison 2021/22 wechselte Seidl zum Zweitligisten FC Blau-Weiß Linz, bei dem er einen bis Juni 2023 laufenden Vertrag erhielt. Sein Debüt in der 2. Liga gab er im Juli 2021, als er am ersten Spieltag jener Saison gegen den FC Dornbirn 1913 in der Startelf stand. In seiner ersten Profisaison kam er in allen 30 Zweitligapartien zum Einsatz und erzielte dabei neun Tore. In der Saison 2022/23 absolvierte er dann 26 Partien und traf zwölfmal. Mit Blau-Weiß stieg er als Zweitligameister in die Bundesliga auf, er selbst wurde zum Spieler der Saison gekürt.
Nach dem Aufstieg wechselte Seidl zur Saison 2023/24 allerdings innerhalb der Bundesliga zum SK Rapid Wien, bei dem er einen bis Juni 2027 laufenden Vertrag erhielt. Im Juli 2024 folgte er Guido Burgstaller als Kapitän der Profimannschaft des SK Rapid nach.

### Nationalmannschaft
Seidl debütierte im April 2019 gegen Deutschland für die österreichische U-18-Auswahl. Im September 2019 spielte er gegen Lettland erstmals im U-19-Team.
Im August 2023 wurde Seidl erstmals in den Kader der A-Nationalmannschaft berufen. Anschließend gab er im September 2023 sein Debüt im Nationalteam, als er im EM-Qualifikationsspiel gegen Schweden in der 87. Minute für Konrad Laimer eingewechselt wurde. Im Mai 2024 wurde er in den vorläufigen Kader Österreichs für die EM 2024 berufen und schaffte es schlussendlich auch in den endgültigen Kader.

## Persönliches
Sein Bruder Simon (* 2002) ist ebenfalls Fußballspieler.

## Erfolge
- Bester Spieler der 2. Liga: 2023